# Podotricha tithraustes
Podotricha tithraustes är en fjärilsart som beskrevs av Osbert Salvin 1871. Podotricha tithraustes ingår i släktet Podotricha och familjen praktfjärilar. Inga underarter finns listade i Catalogue of Life.